# Feyenoord TV
Feyenoord TV was een televisieprogramma van Feyenoord dat werd uitgezonden door ESPN en op YouTube.

## Geschiedenis
Het programma werd opgezet door toenmalig commercieel directeur van de club Chris Woerts, die daarnaast ook de Feyenoord Krant en jeugdledenclub de Kameraadjes initieerde.
In de beginjaren was Joris Lutz presentator van het programma en Michel van Egmond redacteur. Een vast onderdeel uit die tijd is een item met Feyenoord-supporters Mien en Rinus Zwepink. Later nam onder andere Peter Houtman de presentatie voor zijn rekening. Als laatste presenteerde Mascha Lange het programma. Zij volgde Tom Verhoeff op als het vaste gezicht van het programma.
De inhoud van het programma is meerdere keren gewijzigd, maar bevatte in ieder geval actualiteiten rondom Feyenoord 1 en de gespeelde of aankomende wedstrijd(en). Ook waren er vaak exclusieve interviews.
Ook werden er door het team van Feyenoord TV specials gecreëerd die door ESPN werden uitgezonden en later terug te kijken waren op YouTube, op de Feyenoord-website en in de Feyenoord App.
Op 29 augustus 2023 nam het programma een nieuwe studio in gebruik op Trainingscomplex 1908 en liet daarmee de studio van productiebedrijf B.made, tegenover De Kuip, achter zich.
In 2024 introduceerde Feyenoord haar eigen streamingsdienst Feyenoord ONE. Hiermee verschoof de focus van het mediateam voornamelijk naar content creatie voor het nieuwe platform. In 2025 kwam er een einde aan club tv. De reden is dat ESPN contractueel niet meer verplicht is om het op haar zenders uit te zenden.